# NGC 6702
NGC 6702 is een elliptisch sterrenstelsel in het sterrenbeeld Lier. Het hemelobject werd op 8 augustus 1863 ontdekt door de Duits-Deense astronoom Heinrich Louis d'Arrest.

## Synoniemen
- UGC 11354
- MCG 8-34-19
- ZWG 255.13
- PGC 62395